# Bahnhof Pulheim
Der Bahnhof Pulheim ist neben dem Bahnhof Stommeln einer von zwei Bahnhaltepunkten der Stadt Pulheim an der Bahnstrecke Rheydt–Köln-Ehrenfeld. Er liegt zwischen dem Anfang der 1970er-Jahre stillgelegten Bahnhof Köln-Bocklemünd und dem Bahnhof Stommeln, 11,5 km vom Bahnhof Köln-Ehrenfeld entfernt.
Die Bahnstrecke ging zum 1. April 1899 nach jahrelangem Streit um den genauen Streckenverlauf und tatsächlichen Baubeginn auf ihrer gesamten Länge in Betrieb, nachdem ein halbes Jahr zuvor der Abschnitt von Grevenbroich bis Pulheim fertiggestellt worden war. Der Bahnhof Pulheim befand sich am Südwestrand der damaligen Stadt an der in Südost-Nordwest-Richtung verlaufenden Gleistrasse. Bis 2007 hatte das Gebäude den Fahrdienstleiter beherbergt; heute wird die Strecke von Duisburg aus gesteuert.

## Gebäude
Das traufständige, zweigeschossig-vierachsige Bahnhofsgebäude entspricht dem Preußischen Einheitstyp, wie er bei vielen Bahnhöfen Verwendung fand, so beispielsweise dem benachbarten Bahnhof Stommeln, allerdings ist hier der Schuppen für Transportgüter unmittelbar angebaut, oder auch dem Bahnhof Rommerskirchen. Während im Untergeschoss die Verwaltungsräume des Fahrdienstleiters und ein Fahrkartenverkauf untergebracht waren, befand sich im Obergeschoss eine Dienstwohnung. Ein eingeschossig-zweiachsiger Wartesaal sowie ein Güterschuppen aus Backstein wurden angebaut. Bemerkenswert ist, dass die Dachflächen mitsamt Pfetten beim Pulheimer Bahnhof nur wenig über die Wandflächen hinausragen und dass durch die einheitliche Wandgestaltung in Ziegelstein gliedernde Elemente wie Gesimse und Rundbögen optisch zurücktreten.
Das zur Stadt hin liegende Bahnhofsgebäude wurde bereits 1898 fertig. Am 16. Juni 1992 wurde es unter Denkmalschutz gestellt. Heute wird es als Wohnhaus und Kiosk genutzt.
Bei verschiedenen Sanierungen seitens der Deutschen Bahn, zuletzt in den 1990er-Jahren, wurde das Ladegleis entfernt.
Bei umfangreiche Baumaßnahmen, die nach zehn Jahren erst 2007 abgeschlossen wurden, wurde der Mittelbahnsteig entfernt und zwei Außenbahnsteige angelegt und backsteinerne Wartehäuschen auf beiden Bahnsteigen der zweigleisigen Bahnstrecke einschließlich einer Gleisunterführung mit Treppenaufgängen auf die beiden Bahnsteige errichtet.
Der südliche Teil des Bahngeländes ist heute mit einem Parkhaus überbaut.

## Bedienung
Der Bahnhof wird im Regionalverkehr von den Linien RE8 und RB27 bedient, welche zusammen einen Halbstundentakt nach Mönchengladbach sowie Köln und Koblenz herstellen.
| Linie | Zuglauf | Taktfrequenz |
| ----- | --- | ------------ |
| RE 8  | Rhein-Erft-Express: (Mönchengladbach Hbf – Rheydt Hbf – Rheydt-Odenkirchen – Hochneukirch – Jüchen – Grevenbroich –)* Rommerskirchen – Stommeln – Pulheim – Köln-Ehrenfeld – Köln Hbf – Köln Messe/Deutz – Porz (Rhein) – Troisdorf – Friedrich-Wilhelms-Hütte – Menden (Rheinl) – Bonn-Beuel – Bonn-Oberkassel – Niederdollendorf – Königswinter – Rhöndorf – Bad Honnef (Rhein) – Unkel – Linz (Rhein) – Bad Hönningen – Rheinbrohl – Neuwied – Urmitz Rheinbrücke – Koblenz-Lützel – Koblenz Stadtmitte – Koblenz Hbf * nur werktags Stand: Fahrplanwechsel Dezember 2023                                | 60 min       |
| RB 27 | Rhein-Erft-Bahn: Mönchengladbach Hbf – Rheydt Hbf – Rheydt-Odenkirchen – Hochneukirch – Jüchen – Grevenbroich – Rommerskirchen – Stommeln – Pulheim – Köln-Ehrenfeld – Köln Hbf – Köln Messe/Deutz – Köln/Bonn Flughafen – Troisdorf – Friedrich-Wilhelms-Hütte – Menden (Rheinl) – Bonn-Beuel – Bonn-Oberkassel – Niederdollendorf – Königswinter – Rhöndorf – Bad Honnef (Rhein) – Unkel – Erpel (Rhein) – Linz (Rhein) – Leubsdorf (Rhein) – Bad Hönningen – Rheinbrohl – Leutesdorf (Rhein) – Neuwied – Engers – Vallendar – Koblenz-Ehrenbreitstein – Koblenz Hbf Stand: Fahrplanwechsel Dezember 2023 | 60 min       |